# Losser
Losser (anhörenⓘ) ist eine Gemeinde im Osten der Region Twente in der niederländischen Provinz Overijssel. Sie grenzt an Bad Bentheim (Landkreis Grafschaft Bentheim) und Gronau, beide in Deutschland, sowie an Dinkelland, Oldenzaal und Enschede.

## Ortsteile
- Losser (als Sitz der Gemeindeverwaltung)
- Beuningen (nicht zu verwechseln mit Beuningen bei Nijmegen)
- De Lutte
- Glane
- Overdinkel

## Wirtschaft und Tourismus
Die Einwohner der Gemeinde leben vom Tourismus oder von der Landwirtschaft, aber es gibt auch viele Pendler, die in den umliegenden Städten arbeiten.
Das Grenzdorf De Lutte besteht fast nur aus Restaurants, Campingplätzen und kleinen Hotels. Es hat ein Arboretum (Poort Bulten). Die Dinkel fließt hier, im Frühjahr recht wild, durch das Sanddünen- und Waldgebiet Lutterzand.
Im Jahr 2003 fand in Losser und gleichzeitig in Gronau die westfälische Landesgartenschau (LAGA) statt. Das große Defizit aus dieser Veranstaltung führte in Losser zu einer Krise im Gemeinderat. Einige schöne Bauten und Anlagen an der Grenze, beim Franziskaner-Kloster Bardel, das 1 km jenseits der deutschen Grenze liegt, blieben erhalten.
Auch die katholische Pfarrgemeinde Lossers steht seitdem auf freundlichem Fuß mit diesem Kloster.
Im winzigen Dorf Glane steht ein Kloster mit einer bedeutenden Kirche der Syrisch-Orthodoxen Kirche. Nach dem Tod von Erzbischof Julius Yeshu Çiçek kamen am  5. November 2005 Tausende Trauernde zu seiner Beerdigung nach Glane.

## Bilder

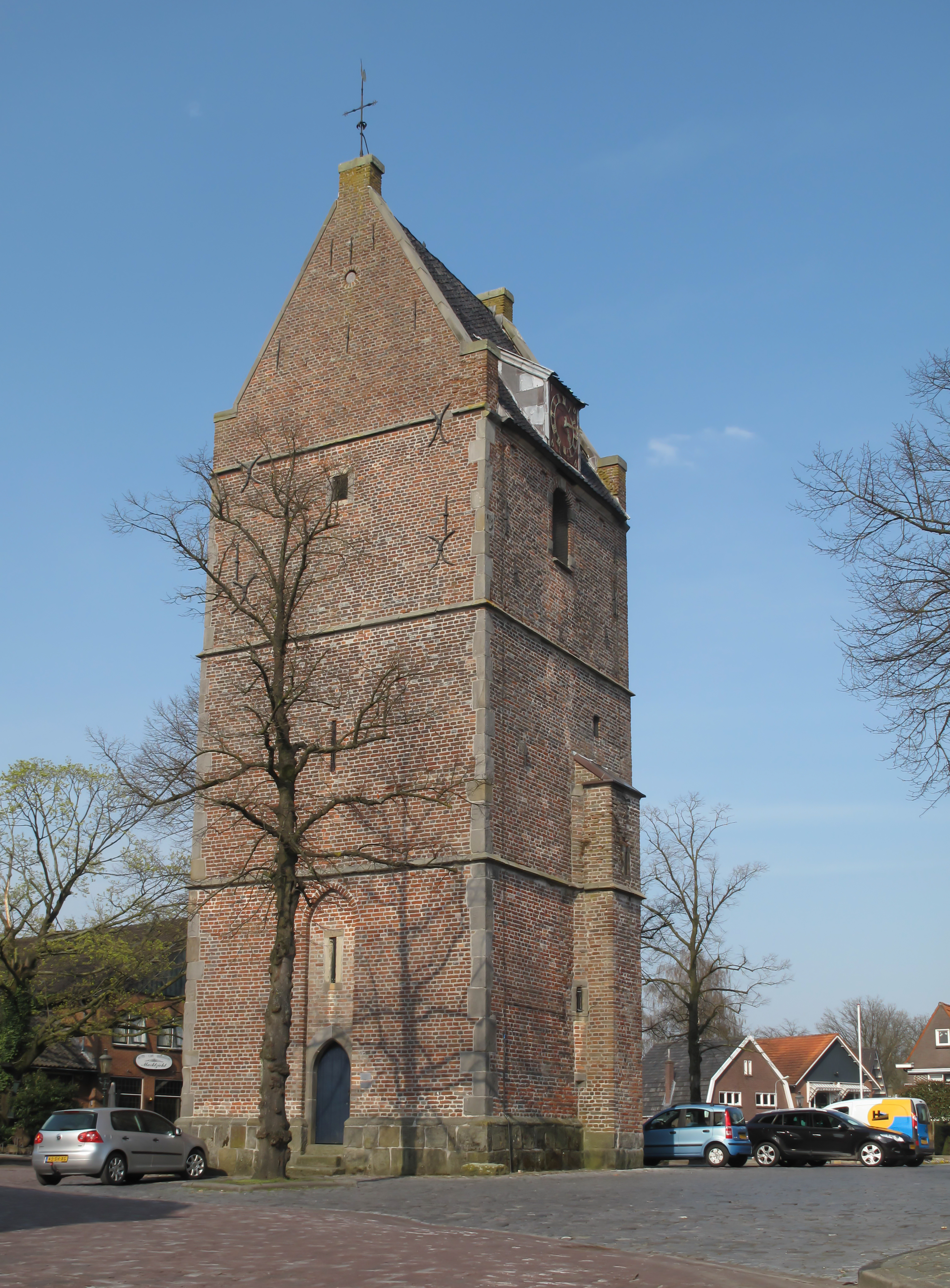
Turm: de Martinustoren
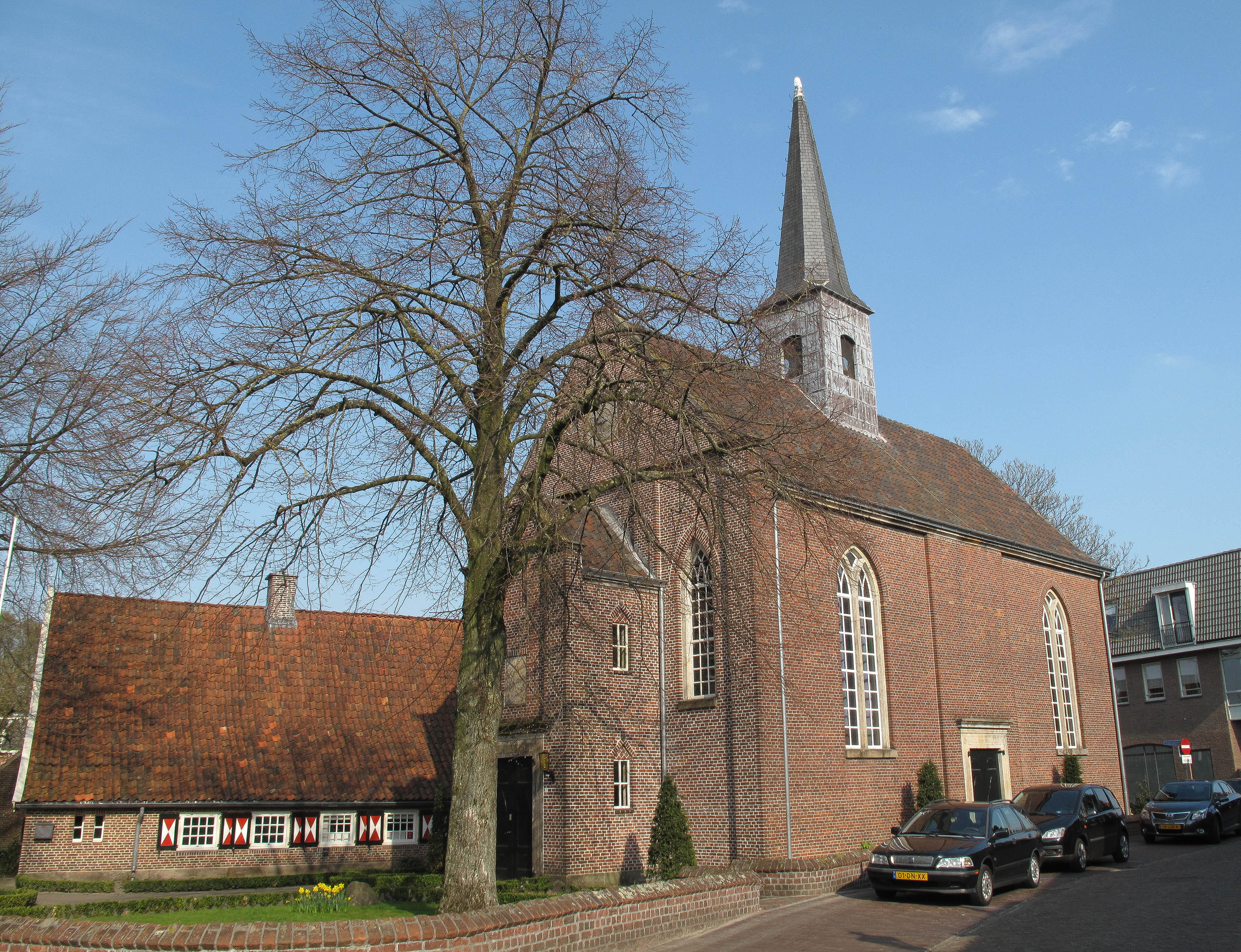
Reformierte Kirche
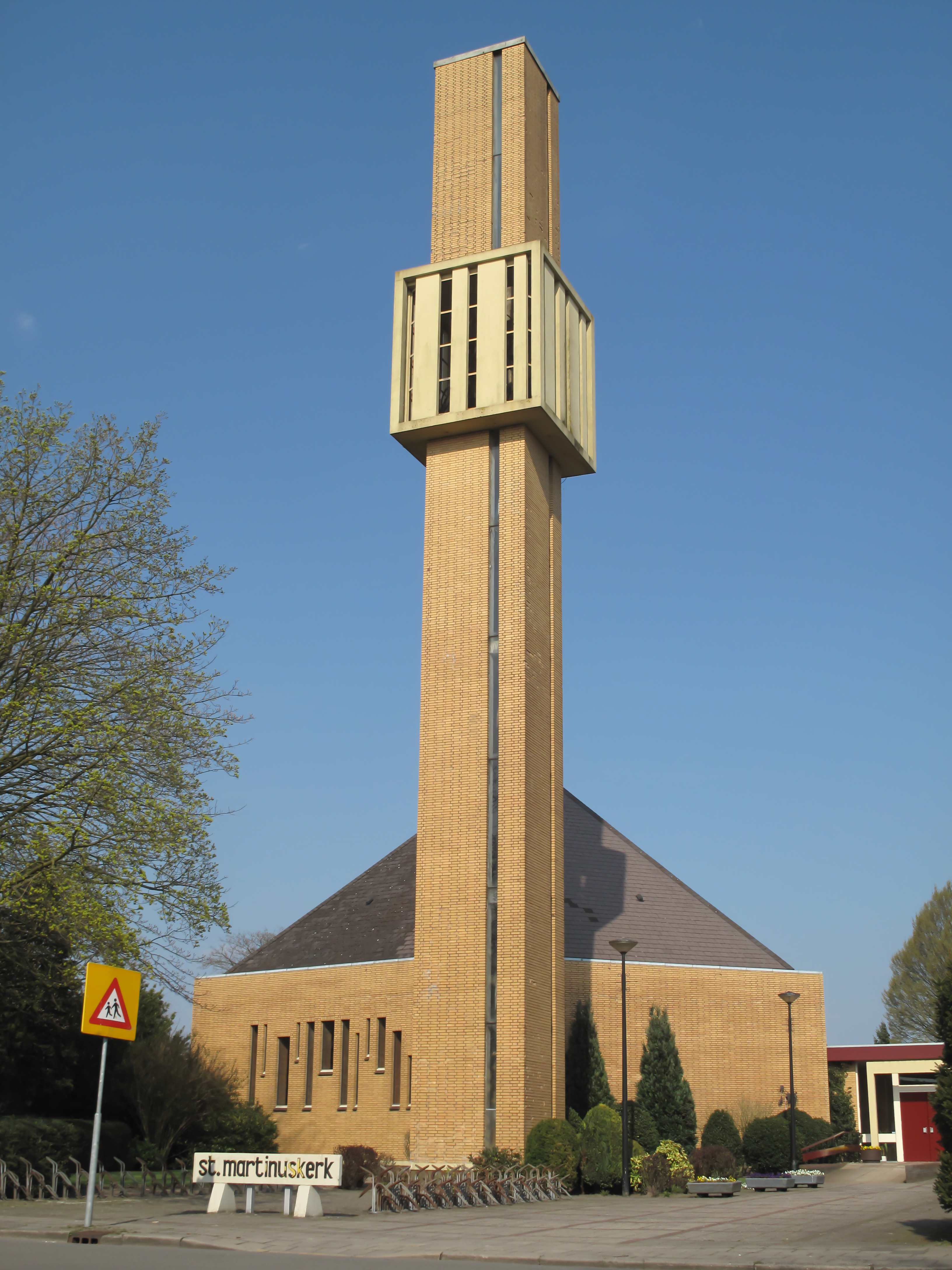
Kirche: de Sint Martinuskerk
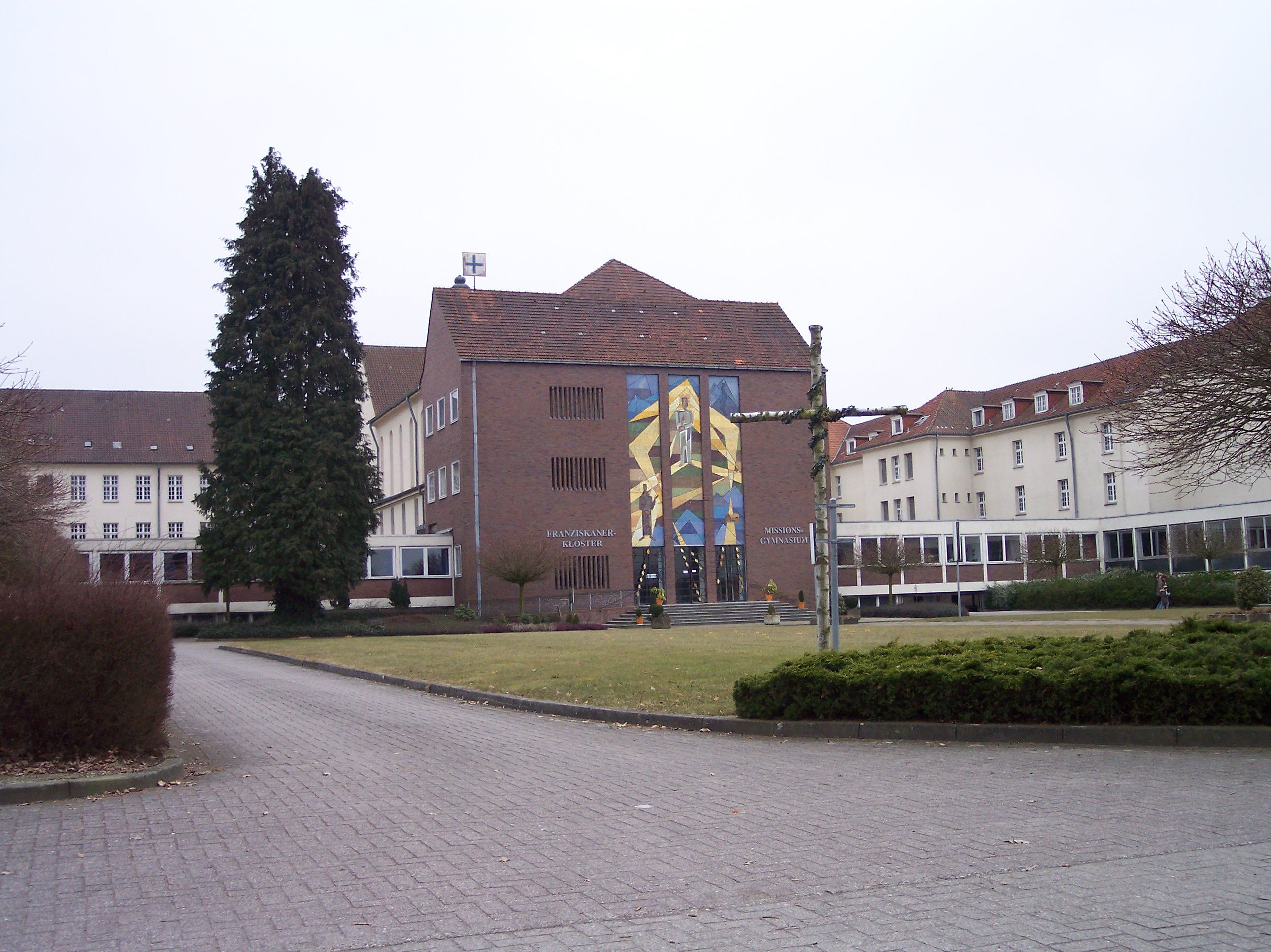
Kloster Bardel

## Verkehr
Die Autobahn A1 Amsterdam−Osnabrück−Berlin hat bei De Lutte eine Ausfahrt.
Bis 1972 bestand durch die Bahnstrecke Glanerbrug–Losser eine direkte Schienenverbindung zum Bahnhof Glanerbrug in Enschede.

## Politik
Die Lokalpartei Burgerforum konnte die Kommunalwahl am 16. März 2022 mit über einem Drittel aller Stimmen für sich entscheiden und ihren Wahlsieg aus dem Jahr 2018 verteidigen.

### Gemeinderat
- PvdA: 2
- D66: 2
- Burgerforum: 7
- VVD: 2
- CDA: 6

Seit 1982 formiert sich der Gemeinderat von Losser wie folgt:
| Partei                             | Sitze | Sitze | Sitze | Sitze | Sitze | Sitze | Sitze | Sitze | Sitze | Sitze | Sitze |
| Partei                             | 1982  | 1986  | 1990  | 1994  | 1998  | 2002  | 2006  | 2010  | 2014  | 2018  | 2022  |
| ---------------------------------- | ----- | ----- | ----- | ----- | ----- | ----- | ----- | ----- | ----- | ----- | ----- |
| Burgerforum                        | –     | –     | –     | –     | –     | 4     | 3     | 4     | 7     | 7     | 7     |
| CDA                                | 12    | 10    | 10    | 9     | 9     | 8     | 6     | 6     | 6     | 7     | 6     |
| D66                                | 0     | –     | –     | 2     | 1     | –     | –     | –     | 3     | 1     | 2     |
| PvdA                               | 1     | 4     | 4     | 2     | 3     | 2     | 5     | 2     | 1     | 1     | 2     |
| Sociaal Democraten Gemeente Losser | 2     | 2     | 2     | 3     | 1     | 1     | 2     | 2     | 1     | –     | –     |
| VVD                                | 2     | 1     | 1     | 2     | 3     | 2     | 3     | 5     | 2     | 3     | 2     |
| GroenLinks                         | –     | –     | –     | –     | –     | –     | –     | –     | –     | 0     | –     |
| Gemeente Belangen 1993 Losser      | –     | –     | –     | 1     | 2     | 2     | 0     | –     | –     | –     | –     |
| PPR                                | 2     | 2     | 2     | –     | –     | –     | –     | –     | –     | –     | –     |
| CPN                                | 0     | –     | –     | –     | –     | –     | –     | –     | –     | –     | –     |
| Gesamt                             | 19    | 19    | 19    | 19    | 19    | 19    | 19    | 19    | 19    | 19    | 19    |

### Städtepartnerschaft
Die Gemeinde Losser unterhält eine Städtepartnerschaft mit Emsbüren in Niedersachsen.

## Persönlichkeiten
- Issy ten Donkelaar (* 1941), ehemaliger Fußballspieler und -trainer
- Myriam Wijlens (* 1962), Professorin für Kirchenrecht
- Wouter Olde Heuvel (* 1986), Eisschnellläufer